# Årsetfjorden
Årsetfjorden er en fjordarm af Lekafjorden i Nærøy kommune i Trøndelag fylke i Norge. Fjorden går 14 kilometer mod nordøst til Bogen og Valastraumen i bunden af fjorden. Fjorden har indløb mellem Hestvikodden i øst og Gulholmen i vest og går først mod syd under navnet Råsa. Ved Draglandsodden drejer fjorden mod  nordøst. Her går også Gravvikvågen mod syd til Gravvik. Fjorden går nordøstover på sydsiden af øen Austra. Midt inde i fjorden, på nordvestsiden, ligger gården Årset, som har lagt navn til fjorden.
Helt inderst i fjorden går grænsen mellem Nord-Trøndelag og Nordland, og en lille del af fjorden ligger også i Bindal kommune. Bogen er en bebyggelse på Austra i Nordland og her ligger Valastraumen, et smalt sund, som går nordover til fjordarmen Valen i Kjella. 
Fylkesvej 771 går langs østsiden af fjorden og krydser Valastraumen før den går videre mod nord på Austra. På vestsiden af fjorden ligger fylkesvej 523.